# Basil Lee Whitener

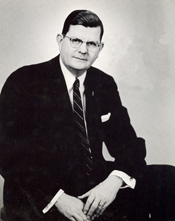
Basil Lee Whitener

Basil Lee Whitener (* 14. Mai 1915 im York County, South Carolina; † 20. März 1989 in Gastonia, North Carolina) war ein US-amerikanischer Politiker. Zwischen 1957 und 1969 vertrat er den Bundesstaat North Carolina im US-Repräsentantenhaus.

## Werdegang
Basil Whitener besuchte die öffentlichen Schulen im Gaston County. Im Jahr 1931 absolvierte er die Lowell High School und 1933 das Rutherford College. Zwischen 1933 und 1935 studierte er an der University of South Carolina. Nach einem anschließenden Jurastudium an der Duke University und seiner 1937 erfolgten Zulassung als Rechtsanwalt begann er in Gastonia in diesem Beruf zu arbeiten. Gleichzeitig schlug er als Mitglied der Demokratischen Partei eine politische Laufbahn ein. 1941 wurde er in das Repräsentantenhaus von North Carolina gewählt. Während des Zweiten Weltkrieges diente er zwischen 1942 und 1945 als Offizier in der US Navy. Zwischen 1946 und 1956 war Whitener Staatsanwalt im 14. Gerichtsbezirk von North Carolina. 1948 nahm er als Delegierter an der Democratic National Convention in Philadelphia teil, auf der Präsident Harry S. Truman zur Wiederwahl nominiert wurde.
Bei den Kongresswahlen des Jahres 1956 wurde Whitener im elften Wahlbezirk von North Carolina in das US-Repräsentantenhaus in Washington, D.C. gewählt, wo er am 3. Januar 1957 die Nachfolge von Woodrow Wilson Jones antrat. Nach fünf Wiederwahlen konnte er bis zum 3. Januar 1969 sechs  Legislaturperioden im Kongress absolvieren. Seit 1963 vertrat er als Nachfolger von Charles R. Jonas den zehnten Distrikt seines Staates. Seine Zeit im Kongress war von den Ereignissen des Kalten Krieges und der Bürgerrechtsbewegung geprägt. Außerdem begann damals der Vietnamkrieg.
1968 und 1970 bewarb sich Basil Whitener erfolglos um seinen Verbleib im bzw. seine Rückkehr in den Kongress. In den folgenden Jahren praktizierte er wieder als Anwalt. Er starb am 20. März 1989 in Gastonia.